# Retno Marsudi

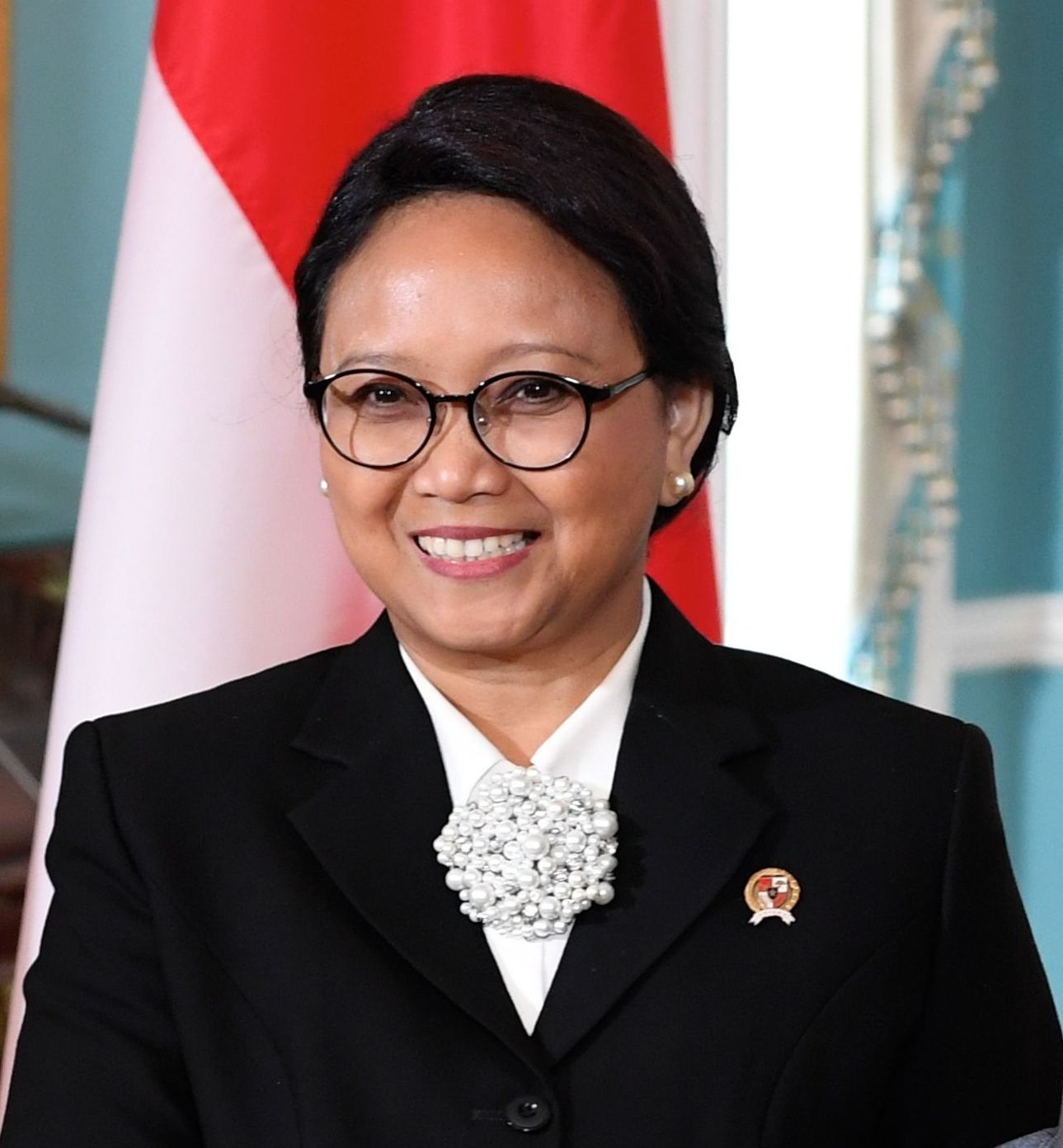
Retno Marsudi (2017)

Retno Lestari Priansari Marsudi (* 27. November 1962 in Semarang) ist eine indonesische Diplomatin und war von 2015 bis 2024 die Außenministerin Indonesiens. Sie war die erste Frau auf diesem Posten. Davor war sie von 2012 bis 2014 indonesische Botschafterin in den Niederlanden sowie von 2005 bis 2008 Botschafterin für Island und Norwegen.

## Karriere
Geboren in Semarang, machte Marsudi ihren Abschluss an der SMA 3 Semarang und setzte ihr Studium in Internationalen Beziehungen fort, das sie 1985 an der Gadjah-Mada-Universität abschloss. Anschließend absolvierte sie einen Masterlehrgang in Internationalem Europarecht und -politik von der Fachhochschule Den Haag und nahm am Ausbildungsprogramm des Außenministeriums am Niederländischen Institut für Internationale Beziehungen in Clingendael teil.
Nach ihrem Studium begann sie für das Auswärtige Amt Indonesiens zu arbeiten. Zwischen 1997 und 2001 diente Marsudi als Erste Sekretärin für wirtschaftliche Angelegenheiten an der indonesischen Botschaft in Den Haag in den Niederlanden. Im Jahr 2001 wurde sie zur Direktorin für Europa- und Amerika-Angelegenheiten ernannt. Im Jahr 2003 wurde Marsudi zur Direktorin für Westeuropa-Angelegenheiten befördert.
Im Jahr 2005 wurde sie zur indonesischen Botschafterin für Norwegen und Island ernannt. Während ihrer Amtszeit wurde sie im Dezember 2011 mit dem Großkreuz des königlich-norwegischen Verdienstorden ausgezeichnet, als erste Indonesierin, die diese Auszeichnung erhielt. Außerdem nahm sie kurzzeitig ein Studium der Menschenrechte an der Universität Oslo auf. Marsudi kehrte später nach Jakarta zurück und wurde zur Generaldirektorin für europäische und amerikanische Angelegenheiten ernannt.
2012 wurde Marsudi zur indonesischen Botschafterin in den Niederlanden ernannt. Sie leitete auch verschiedene multilaterale Verhandlungen und bilaterale Konsultationen mit der EU und beim Asia-Europe Meeting. Am 27. Oktober 2014 wurde sie von Präsident Joko Widodo in seinem Kabinett zur Außenministerin ernannt.

## Auszeichnungen
- Großkreuz des Norwegischen Verdienstorden (2011)
- Großkreuz des Orden El Sol del Perú (2018)[4]